# François Barbé-Marbois
Pour les articles homonymes, voir Barbé et Marbois (homonymie).
Le marquis François de Barbé-Marbois (dit aussi Barbé de Marbois), né le 31 janvier 1745 à Metz en Lorraine et mort le 12 janvier 1837 à Paris, est un diplomate et homme politique français, ministre de Napoléon Ier et premier président de la Cour des comptes.

## Biographie

### Avant la Révolution
Né à Metz dans une famille d’hommes de loi, il entre dans la diplomatie successivement en poste à Ratisbonne, comme secrétaire de légation et chargé d'affaires en Allemagne à Dresde, à Munich et en 1780, consul général aux États-Unis, à Philadelphie, où il épouse en 1784 Elizabeth Moore (1765-1834), la fille de William Moore, le gouverneur de Pennsylvanie. En 1785, il est nommé intendant à Saint-Domingue, où il se heurte aux colons et qu'il doit quitter précipitamment le 26 octobre 1789.

### Révolution
À son retour en France, il est chargé de négocier les problèmes financiers à Vienne (1792). Il est ministre de France auprès de la diète d'Empire et quitte les affaires pendant la Terreur.
Maire de la ville de Metz du 5 janvier au 4 octobre 1795[réf. nécessaire], puis député et président du Conseil des Anciens, député au Conseil des Anciens en 1795, lié avec les Clichiens, il est arrêté et déporté sans jugement à Sinnamary en Guyane lors du coup d’État du 18 fructidor an V (4 septembre 1797).
Revenu en France dès 1800, il entre au Conseil d'État. Il est nommé en 1801 directeur, puis ministre du Trésor public.

### Premier Empire

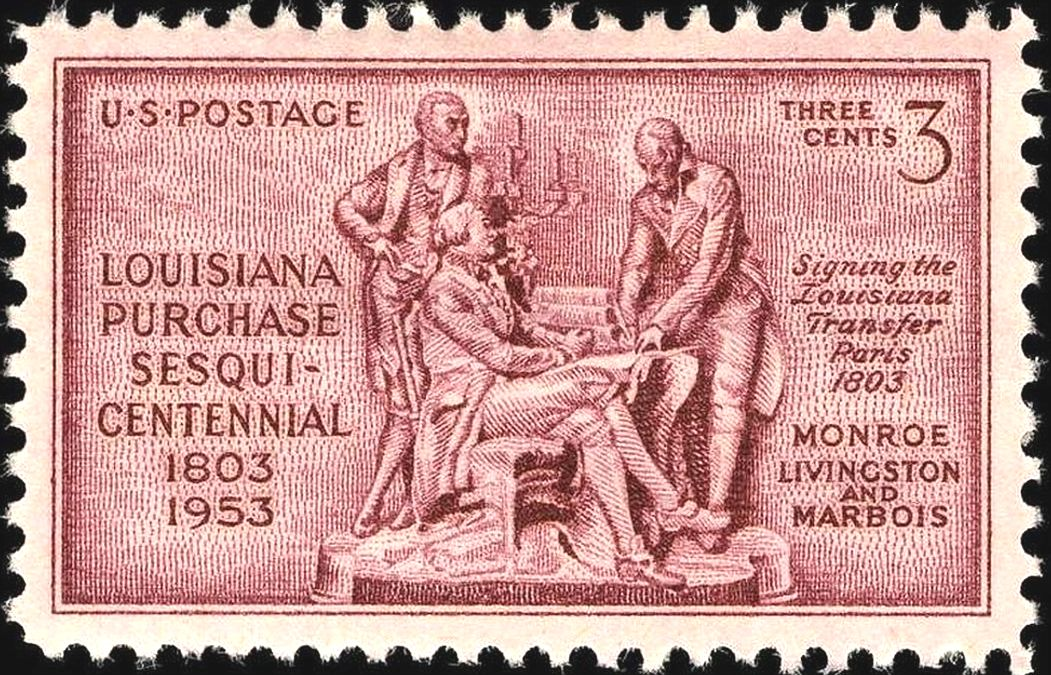
Timbre américain (vers 1953) commémorant la vente de la Louisiane; Barbé-Marbois est figuré aux côtés de James Monroe et de Robert Livingston.

En 1803, il négocie le traité de cession de la Louisiane aux États-Unis. Ministre du Trésor, il réorganise avec succès l'administration des finances, mais ne peut éviter la crise financière de 1805. Il se voit révoqué le 27 janvier 1806 à la suite d'une faute de gestion avec les Négociants réunis où figurait aussi Gabriel-Julien Ouvrard, et il est remplacé par Mollien. Il n'en devient pas moins en 1807 Premier président de la Cour des comptes nommé par Napoléon Ier. Il est fait membre du Sénat conservateur le 5 avril 1813, pair de France en 1814. Il vote pour la déchéance de Napoléon et fait partie de la commission qui rédige l'acte. Il se rallie aux Bourbon en 1814.

### Restauration et monarchie de Juillet
Il sera maintenu dans cette fonction de président de la Cour des comptes par Louis XVIII, Charles X et Louis-Philippe Ier jusqu'en 1834, date de sa retraite. Sous Louis XVIII, il est quelque temps garde des sceaux, nommé dans cette fonction le 27 septembre 1815 jusqu'au 10 mai 1816, dans le cabinet du duc de Richelieu, tout en conservant sa fonction de premier président à la Cour des comptes, fonction qu'il occupe jusqu'en 1834.
À la Chambre des pairs, il est favorable à l’abolition de la traite des noirs. Il s'élève contre la création des colonies pénales, dont il a fait l'expérience en Guyane. Membre de la Société royale pour l'amélioration des prisons, il milite pour l’amélioration de la condition pénitentiaire. Le 14 février 1829, il est chargé des travaux préparatoires pour l’établissement d’une maison de refuge et de travail pour l’extinction de la mendicité. Il est membre du conseil général des hospices.
Après avoir dû quitter la cour des comptes en 1834 en raison des infirmités de l'âge, il siège toutefois au procès des insurgés d'avril à la suite du Massacre de la rue Transnonain, où Daumier le caricature.
Il meurt en 1837 à Paris et est enterré à Noyers.

## Titres
- Comte Barbé de Marbois et de l'Empire (lettres patentes de 28 avril 1813, Erfurt[4]) ;
- Pair de France (4 juin 1814, marquis-pair héréditaire le 31 août 1817, lettres patentes du 20 décembre 1817[5]).

## Distinctions et armoiries
- Légion d'honneur[6] :
  - Légionnaire (9 vendémiaire an XII : 2 octobre 1803), puis,
  - Grand officier (25 prairial an XII : 14 juin 1804), puis,
  - Grand aigle de la Légion d'honneur (13 pluviôse an XIII : 2 février 1805) ;
- Chevalier de l'ordre de Saint-Hubert (Bavière)[7]

| Figure | Blasonnement |
|        | Armes du comte Barbé de Marbois et de l'Empire De gueules, au cheval cabré contourné d'or, à une fasce d'argent chargée de trois étoiles en fasce de gueules brochant sur le tout ; adextré d'un franc-quartier d'azur à trois bandes d'argent : franc-quartier des comtes sénateurs brochant au 9e de l'écu., - Livrées : les couleurs de l'écu. |
|        | Armes du marquis Barbé-Marbois, pair de France De gueules, au cheval cabré et contourné d'or, à la fasce d'argent chargée de trois étoiles de gueules, brochant sur le tout ; au franc-quartier d'azur, chargé de trois bandes d'argent., |

## Postérité
Les villes de Metz et de Sinnamary et de Port-au-Prince lui ont dédié une rue.

Une salle de la Cour des comptes porte son nom.

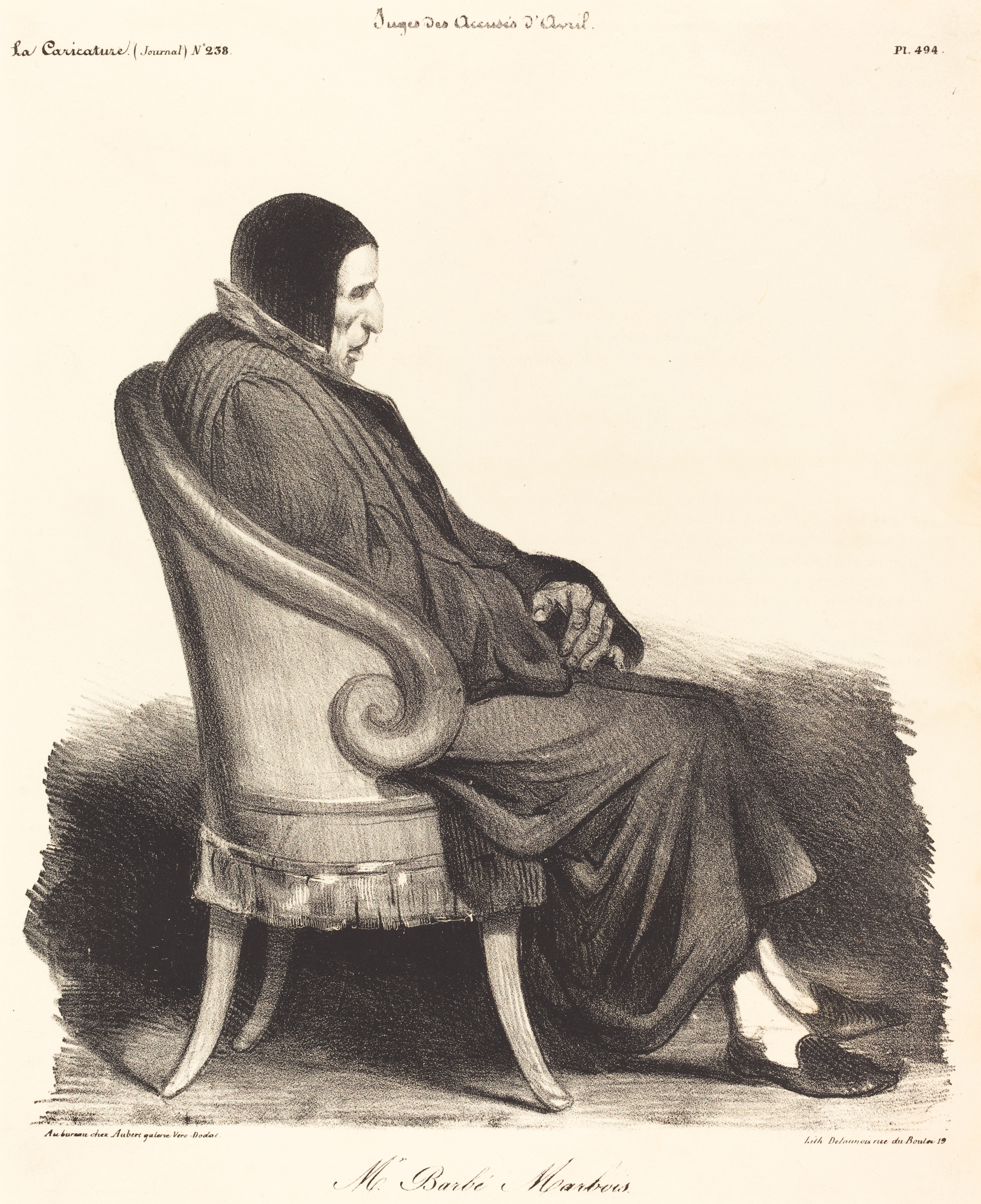
Honoré Daumier, Barbé-Marbois, 1835, NGA 6122

## Publications
Membre de l'Académie des Inscriptions et de la Société royale pour l'amélioration des prisons, il a laissé plusieurs écrits, entre autres :
- Mémoire laissé par M. Barbé de Marbois, intendant à Saint-Domingue, Bordeaux, Paul Pallandre jeune, imprimerie de P. Beaume, 25 octobre 1789
- État des finances de Saint-Domingue, contenant le résumé des recettes & dépenses de toutes les caisses publiques, depuis le 1er janvier 1788, jusqu’au 31 décembre de la même année, Paris, Imprimerie Royale, 1790, 48 p. (lire en ligne).
- Catéchisme municipal, ou l'Administration municipale, mise à la portée de tout le monde, S.l., s.n., 1790 (lire en ligne)
- Les précieux avantages de la nouvelle constitution, s.l., s.n., 1789, 16 p. (lire en ligne)
- Récit des Troubles survenus à Montauban, le 10 Mai 1790, s.l., s.n., 1789, 16 p. (lire en ligne)
- « Mémoire de Barbé-Marbois adressé à son épouse », daté du 12 thermidor an VI, dans Anecdotes secrètes sur le 18 fructidor, et nouveaux mémoires des déportés à la Guyane, écrits par eux-mêmes et faisant suite au Journal de Ramel; Paris : chez Giguet & Cie, s.d. (avant 1800), pp. 204-235
- Il serait, d'après Barbier, traducteur de La richesse des cultivateurs, ou dialogue entre Benjamin Jachère et Richard Trèfle, laboureurs, sur la culture du trèfle, de la luzerne et du sainfoin [traduit de l’allemand], Metz, Ve Antoine et fils, [et Paris], 1792, in-8°, XIV-174 p. ; [Paris, 1792, in-8°] ; [Metz, 1798, in-8°] ; Paris, G.-J. Marchand, 1803 (an XI), in-8°, XVI-175 p[9].
- Visite des prisons des départements de l'Eure et de la Seine-Inférieure par un membre de la Société Royale pour l'amélioration des prisons, Paris, Imprimerie de Denugon, octobre 1819, 44 p., en octobre 1819 [10]
- Continuation de la visite des prisons du département de la Seine-Inférieure, en septembre 1822[11]
- Rapport sur l'état actuel des prisons dans les départements du Calvados, de l'Eure, de la Manche et de la Seine-Inférieure, et sur la maison de correction de Gaillon (octobre 1823) [12]
- État de la population des prisons (au 1er janvier 1822 et 1er janvier 1823)
- Rapport fait à la Chambre, au nom d'une Commission spéciale, chargée de l'examen du projet de loi relatif à la répression de la traite des noirs, P., 1827.
- Observations sur les votes de quarante-un conseils généraux de département, concernant la déportation des forçats libérés, P., Imprimerie royale, 1828.
- Histoire de la Louisiane et de la cession de cette colonie aux États-Unis de l'Amérique septentrionale ; précédée d'un discours sur la constitution et le gouvernement des États-Unis, P., Firmin-Didot, 1829[13].
- Journal d'un déporté non jugé, ou déportation, en violation des lois, décrétée le 18 fructidor an V (4 septembre 1797), P., Didot, 1834 (2 tomes).
- Journal d’un déporté non jugé, ou déportation en violation des lois, décrétée le 18 fructidor an V (4 septembre 1797), t. 1, Paris, Chatet, Fournier, 1835, 275 p. (lire en ligne).
- Journal d’un déporté non jugé, ou déportation en violation des lois, décrétée le 18 fructidor an V (4 septembre 1797), t. 2, Paris, Chatet, Fournier, 1835, 328 p. (lire en ligne).